# Nana Gualdi
Nana Gualdi, bürgerlich: Adriana Gualdi, verh.: Menke (* 29. April 1932 in Basel; † 11. Juli 2007 in St. Ulrich am Pillersee, Tirol), war eine italienisch-deutsche Sängerin und Schauspielerin. Ihr Vater, der Kapellmeister Emilio Gualdi, war Italiener, ihre Mutter Carmen geb. Kloth (die „kleine“ Schwester der Diseuse und Stimmungssängerin Maria Kloth (Heute blau und morgen blau)). Sie war 1954 kurzzeitig verheiratet mit Joe Menke, mit dem sie den Sohn Thomas hatte. Aus der Verbindung mit Benny de Weille entstammt Sohn Bernard (* 1958). 1997 wurde sie für ihre künstlerischen Verdienste um die Stadt Hamburg vom Senat der Freien und Hansestadt Hamburg mit der Biermann-Ratjen-Medaille geehrt.

## Leben
Nana Gualdi begann mit 15 Jahren als Sängerin. Sie machte eine Gesangs- und Tanzausbildung und nahm Schauspielunterricht in Hamburg. Um ihr Taschengeld aufzubessern, sang sie nebenher Schlager und verlor dadurch wegen „unernstem Verhalten“ ihr Stipendium. Anfang der 1950er Jahre machte sie Funkaufnahmen beim damaligen NWDR. Später sang sie beim Hansen-Quartett und bei den „Starlets“, einem Begleitchor von Künstlern wie Vico Torriani oder Gerhard Wendland. 1954 erschien die erste Soloschallplatte, sie hieß Wenn du mir was tust, tu mir was Liebes an. 1955 bekam sie dann ihren ersten Schallplattenvertrag, doch große Erfolge konnte sie zunächst nicht erzielen.
Dann kam der Durchbruch. Mit der deutschsprachigen Coverversion Junge Leute brauchen Liebe von Doris Days Lied „Everybody Loves A Lover“ hatte sie 1958 ihren größten Erfolg, der zu ihrem Markenzeichen werden sollte. Das Lied war damals 16 Wochen in den Hitparaden und gehört heute zu den Evergreens des deutschen Schlagers. 1965 nahm sie am deutschen Vorentscheid zum Grand Prix Eurovision de la Chanson teil und erreichte mit dem Lied Wunder, die nie geschehen den dritten Platz unter sechs Teilnehmern. 
Neben ihren Soloaufnahmen sang sie auch Duette mit Alexander King, Werner Overheidt und Owen Williams. 1959 besang sie als „Die Adrias“ einen Titel, bei dem sie alle drei Stimmen sang, doch wurde das Lied kein Erfolg. Anfang der 1960er Jahre trat sie nochmals als „Monika und Peter“ (mit Kurt Stephan) mit dem volkstümlichen Lied Drei weiße Birken hervor. Auch dieses Lied wurde ein großer Erfolg, wenngleich spätere Neuaufnahmen anderer Künstler (zum Beispiel vom Hellberg-Duo) heute eher gespielt werden. Weitere Erfolge als Sängerin hatte sie nicht. Sie trat jedoch bis in die 1990er Jahre immer wieder in verschiedenen Musiksendungen des Fernsehens auf und sang ihre alten Hits.
In den 1980er Jahren war sie meist als Schauspielerin tätig. Sie spielte unter anderem am St. Pauli Theater in Hamburg, am Ernst Deutsch Theater Hamburg und an der „Kleinen Komödie“ in Hamburg. 1991 wurde sie Dozentin für Gestaltung und Interpretation an der Sängerakademie Hamburg. Auch in den 1990er Jahren war sie an verschiedenen Theatern (zum Beispiel am Renitenz-Theater in Stuttgart) aktiv, während sie in dem Theater Madame Lothár in Bremen auch als Entertainerin und Sängerin auftrat, wie zum Beispiel im Juni 2002 anlässlich des zehnjährigen Jubiläums des bekannten Travestietheaters. Ab dem 4. September 1994 verkörperte sie in der Hamburger Erstaufführung des Musicals „La Cage aux Folles“ zur Neueröffnung des DELPHI-Theaters in den Räumen der ehem. Discothek Trinity (ursprünglich erbaut als KAISERSAAL) die Wirtin Jacqueline.
Sie wurde 1997 für ihre künstlerischen Verdienste um die Stadt Hamburg vom Senat der Freien und Hansestadt Hamburg mit der Biermann-Ratjen-Medaille geehrt.
Nana Gualdi starb im Juli 2007 im Alter von 75 Jahren.

## Trivia
1961 trat Nana Gualdi einen Monat lang in der seiner Zeit berühmten Kalanag-Show auf. Sie wurde für speziell für das Gastspiel in Wien von Kalanag verpflichtet.

## Erfolgstitel
- 1956 Die Männer mit den grauen Schläfen
- 1956 Fridolin (ich hab’ sonst nichts anzuzieh’n)
- 1957 Melodie d’amour (mit Owen Williams)
- 1957 Wo ist der Mann (mit Werner Overheidt)
- 1958 Rickety-Rackety-Rendezvous
- 1958 Junge Leute brauchen Liebe
- 1960 True, true happiness (mit Alexander King)
- 1960 Einen Ring mit zwei blutroten Steinen
- 1964 Sole Sole
- 1966 Mein Herz schlägt daba daba dab (mit Ralf Paulsen)

## Diskografie
- Junge Leute brauchen Liebe (1996, Kompilation mit 30 Titeln)
- Nicht in Routine erstarrt (NFR)
- Frieder Gadesmann, Lieder und Songs 7/8. Zum Hören und Mitsingen. Arrangiert von Hans Thomas-Mindnich, gesungen von Nana Gualdi, Andrea Horn, Wyn Hoop, Knut Kiesewetter und Studenten der PH Ludwigsburg. Frankfurt/Berlin/München 1985. ISBN 3-425-08072-5.
- HÖR-ZU-LP Wenn andere schlafen … (Melodien zum Tanzen und Träumen) Gesang Nana Gualdi und Fred Weyrich